# 臨時提督街市
臨時提督街市（葡萄牙語：Mercado Provisório do Mercado Vermelho，或稱臨時紅街市），屬於澳門一座臨時性質的街市，前身是臨時沙梨頭街市，於2013年2月27日至2018年3月5日期間作為水上街市的臨時街市用途，該建築於2022年3月29日至2024年5月28日期間重新運作，作為提督街市（紅街市）的臨時街市。

## 背景及發展

### 臨時沙梨頭街市時期
- 2010年3月11日，民政總署就「臨時沙梨頭水上街市計劃」作出介紹，相關用地由土地工務運輸局借出，為一幅1,259.2平方米的多邊形土地，用以興建樓高兩層的臨時街市[1]。
- 2011年民署管委會伍秉賢透露，臨時水上街市興建工程快將招標，隨後會順序搬遷和重建新街市。重建工程期間，街市攤販將遷住臨時街市經營。臨時街市選址已定在林茂塘區興華閣後側，兩幢新建大厦旁的土地，臨時街市樓高兩層，現時已圍板[2]。
- 2013年2月26日，水上街市及「臨時」漁獲檢疫站正式關閉，原有街市的檔販會遷到臨時沙梨頭街市繼續經營。臨時沙梨頭街市是為配合水上街市重建而興建，並於2013年2月27日啟用。[3]
- 2018年3月5日，為配合臨時沙梨頭街市的檔販搬遷至新街市，臨時沙梨頭街市於2018年3月5日停用。新沙梨頭街市於2018年3月6日啟用。[4][5]

### 臨時提督街市時期
- 原有的提督街市 (紅街市) 建於1936年，由於設備陳舊老化，加上對部分特殊人士包括長者和殘疾人士光顧該街市非常不便和存在困難，澳門特別行政區政府於2020年宣佈對該街市重整，但受COVID-19疫情影響，政府一再延後重整工程安排。[6]
- 2021年5月6日，行政法務司司長張永春宣佈在2022年首季啟動重整工程。[7]
- 2022年2月25日，市政署公佈紅街市將於該年3月28日起關閉進行整治工程，一百二十七檔攤販遷往位於林茂海邊街的臨時提督街市繼續經營。[8]
- 2022年2月25日，市政署公佈紅街市過渡至臨時街市安排，原有的提督街市（紅街市）營運至3月27日，位於林茂海邊街的臨時提督街市則於3月29日起營運，相關攤販會於3月28日停業一天以集中進行搬遷及整理生財工具。[9]
- 2022年3月29日，臨時提督街市正式營運。[10]
- 2024年5月20日，紅街市整治工程完工在即，近120個攤販將安排於5月28日至29日回遷，並於5月30日重新對外營業。另外，紅街市外圍小販將於5月下旬恢復“背向商舖，面向紅街市”的經營方向及原位置經營[11]。
- 2024年5月28日，臨時提督街市最後一天營運，專線巴士尾班車亦於當天18:30由該街市旁的林茂塘街專線巴士總站開出[12]。

## 樓層分佈

### 臨時沙梨頭街市資料
- 啟用：2013年2月27日
- 停用：2018年3月5日
- 地址：沙梨頭海邊大馬路
- 高兩層共有167個攤位
- 當中月租攤位133個，零散攤位34個。

| 1/F | 豬肉、牛肉、三鳥、蔬菜、凍肉、熟食檔 |
| G/F | 售賣魚類、雜貨、豆腐及芽菜、生果     |

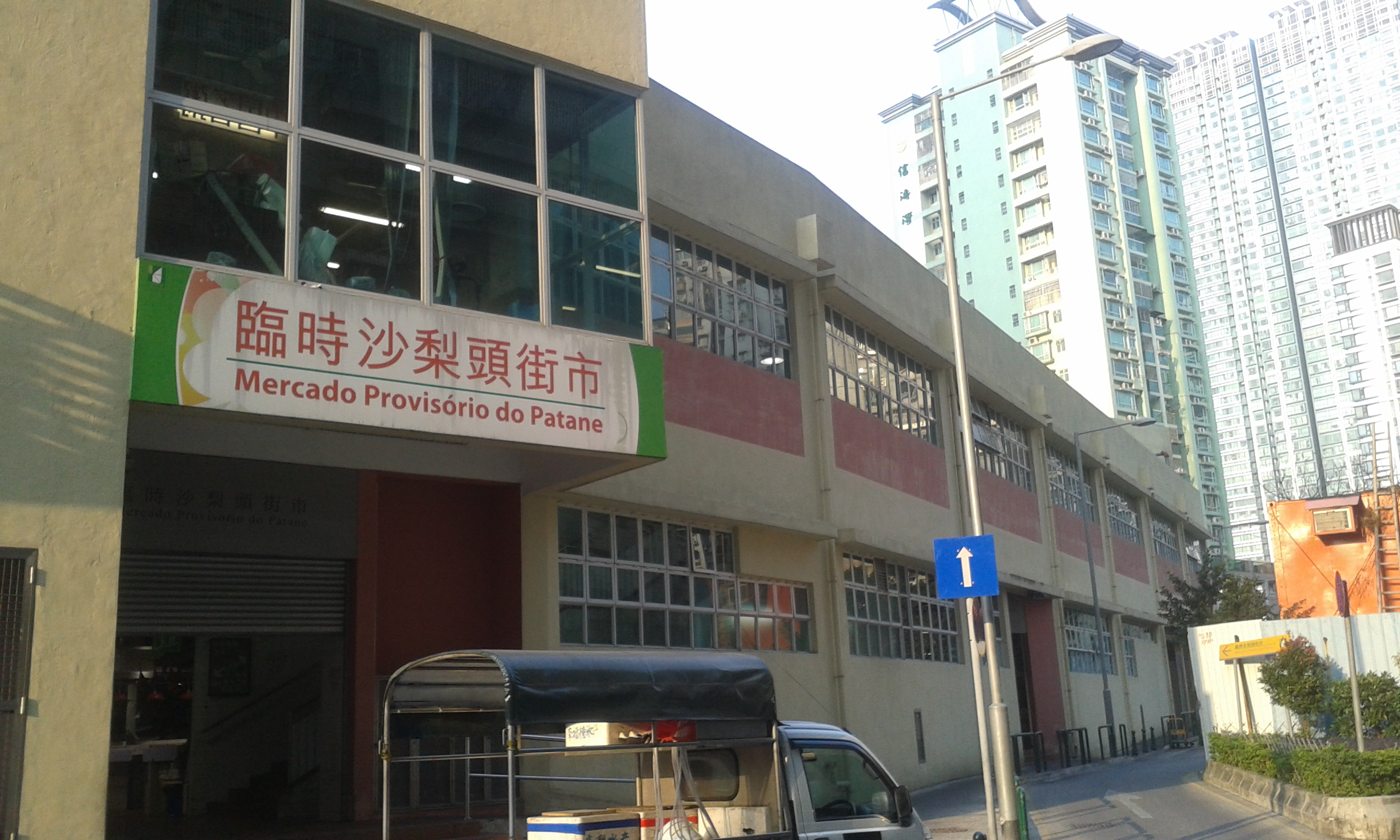
臨時沙梨頭街市

- 設有兩部升降機，方便攤販運貨，同時讓長者及有需要人士使用；並設有降溫設施和抽風系統、污水渠網絡、30個座位的熟食區、公廁及傷殘人士廁所；而三鳥檔和熟食檔採用中央石油氣，經營者不需再次傾倒火水。

### 臨時提督街市（紅街市）資料
- 啟用：2022年3月29日
- 停用：2024年5月29日
- 地址：沙梨頭海邊大馬路
- 高兩層共有127個攤位

| 1/F | 售賣蔬菜類、鮮肉類、冰鮮肉類、雜貨類 |
| G/F | 售賣水產魚類、雜貨、豆腐及芽菜       |

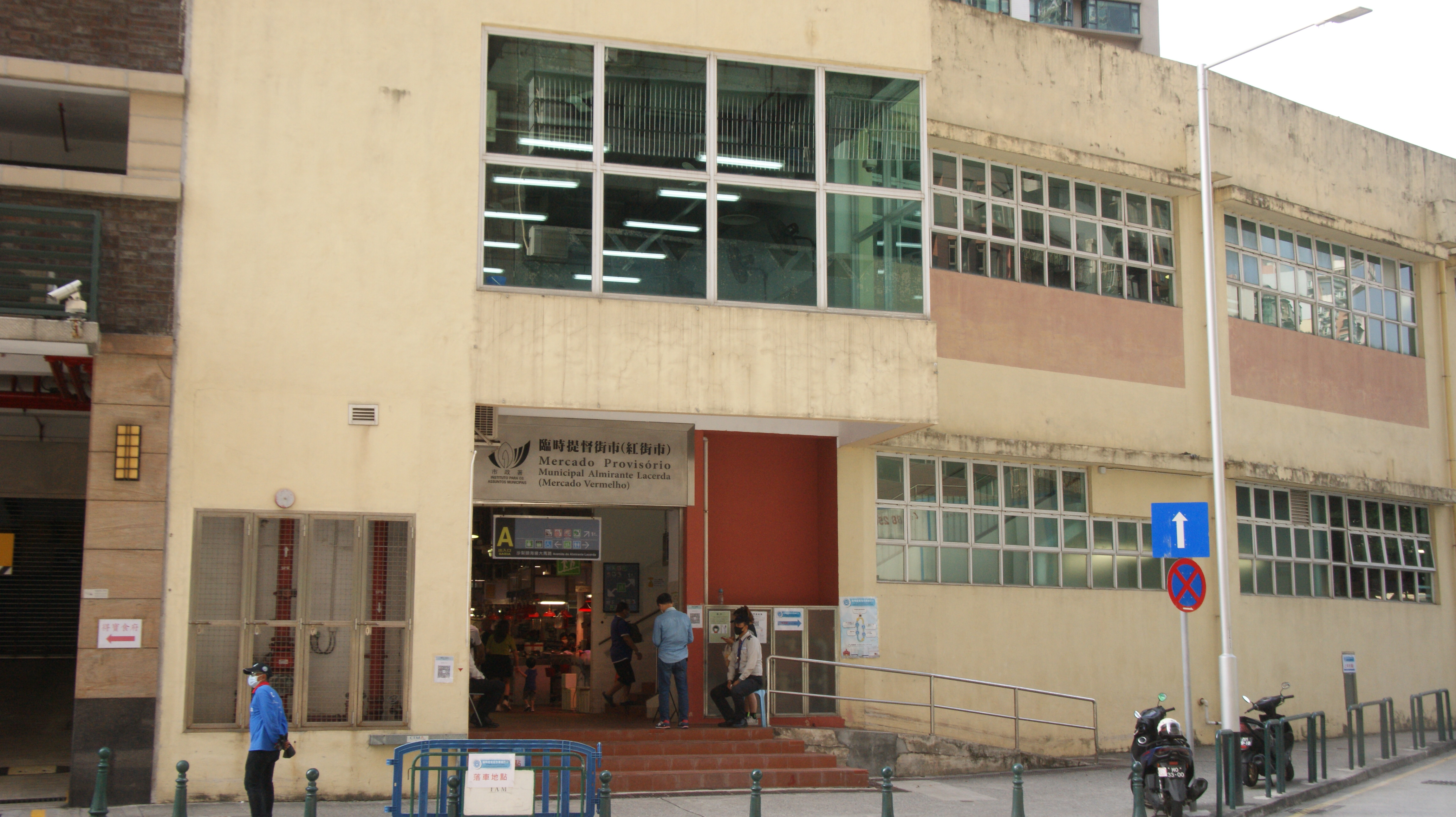
臨時提督街市

- 設有兩部升降機，方便攤販運貨，同時讓長者及有需要人士使用；並設有降溫設施和抽風系統、污水渠網絡、30個座位的熟食區、公廁及傷殘人士廁所。
- 開放時間：07:00-19:30[9]

## 交通

### 公共巴士
M112 沙梨頭／華寶工業大廈（Ribeira do Patane / Edf. Industrial Wa Pou）
路線：1、3、3X、6A、16、16S、26、26A、33、N1B
M114 沙梨頭海邊街 （Rua Ribeira Patane）
路線：1、3、6A、26A、33、N1A
M126 林茂／信譽灣畔（Lam Mau / La Magnífícence）
路線：71S、101X、MT4
M128 林茂／澳門遊艇會（Lam Mau / Clube Náutico de Macau）
路線：3X、4、101X、MT4

## 臨時沙梨頭街市運作情況
臨時水上街市（2013月2月27日）正式運作，攤販經過前日休整，首日清晨六時許開擋，有魚販表示，首日啟市取貨僅平日的三分之二，擔心居民未習慣新遷的臨時街市，以他的檔口計，平日八時許已有一千多元生意，但兩日比較同一時間只有二、三百元，不過相信居民熟悉臨時街市位置後，生意額會回升。燒味檔東主指，街市人流與過去相若，但臨時街市有六個出人口，人流容易分散，感覺上沒有舊街市般人頭湧湧。有魚販稱，水上街市漁獲較多，且價搭便宜，一向有大批街坊捧場。臨時街市與原街市相距不遠，相信居民適應幾日人流能保持。但是臨時街市首日駛用，四、五名警員便一同到場『抄牌』。街市周邊又没有合法車位，若情況持續。此舉肯定『趕客』。沙梨頭坊會理事長陸南德表示，收到街坊反映臨時街市車位和行人過路設施不足，居民進出臨時街市至爹美刁施拿地大馬路時出現人車爭路，險象環生。臨時街市起碼運作二、三年，民署與交通局必須設法闢出合法車位，增加行人過路設施。
2014年4月18日，當局對臨時沙梨頭街市抽取三鳥檔的環境樣本中，檢測到來自151號檔的樣本呈H7亞型禽流感陽性反應。當局隨即對相關街市家禽從業員進行醫學監察，並暫停21日全澳活家禽買賣交易，及對批發、屠宰及零售等場所進行清洗及消毒工作。
2016年2月3日，臨時沙梨頭街市三鳥檔抽取的其中一個環境樣本對H7亞型禽流感呈陽性反應。決定從即日起暫停本澳活家禽買賣三天，並對批發、屠宰及零售等場所進行全面清洗消毒，而衛生局亦會對相關街市家禽從業員進行醫學監察。
沙梨頭街市（新水上街市）重建工程正密鑼緊鼓進行中，隨著工程完成日期逐步接近，現臨時街市土地的利用，也開始成為區內居民關注的一個重要議題。沙梨頭坊會理事長陸南德表示，隨著區内近年人口逐漸增加，社區設施配套卻呈失衡之狀，他建議政府及時展開區內社區設施配套的規劃研究，利用臨時水上街市土地及周邊一些收回土地，興建社區康體和服務設施 。完善提升林茂塘區的民生設施配套。政府大力推動大眾體育，高度鼓勵市民多做運動。構建健康城市，但多年來社區欠缺休憩康體場所，卻一直未見當局展開工作，加上土地供給緊張，希望政府能夠展開沙梨顛區服務設施的規劃。他希望當局加快推動新水上街市工程。盡量推動街市提早落成，並重新規劃現有臨時街市土地，研究興建成為大型活動場所。增設自由波地及康體設施。

## 臨時提督街市運作情況
雖然市政署開設臨時提督街市專線免費穿梭巴士路線吸引高士德區一帶居民到臨時街市“買餸”，但紅街市已營運多年，但遷往臨時街市後將對商戶和人流造成損失，即使有免費專線巴士接載市民前往買餸，惟人流未如理想，與昔日紅街市內外人頭湧湧，相差得遠。有攤販反映，紅街市外圍周邊有其他不同售賣檔攤，包括熟食檔、生果檔、成衣檔，還有餐飲店，百貨店等等；為街市帶來穩定的人流，臨時街市則欠缺，並認為當局對臨時宣傳不足，泊車位亦不足夠，都影響市民前往買餸的意欲，冀當局能改善經營環境，吸引市民前往幫襯，畢竟攤販們至少要在臨時街市經營兩年。
在正式營運前夕，市政署向傳媒介紹紅街市攤販搬遷至臨時街市情況。有肉販憂慮與毗鄰的沙梨頭街市近造成競爭，並提議可設置多一些車位配套，以助吸客。有魚販表示臨時街市營商環境較原來的好，檔位普遍也較原來的大，但街市欠缺熟食中心。
在臨時街市首日（2022年3月29日）營運期間，首班由高士德區開往臨時街市的免費專線巴士爆滿，有部分檔販或市民指當局應該將專線巴士營運時間提早至上午9時前，亦有部分市民而言較難找到臨時街市的位置和不清楚如何乘坐專線巴士。有攤販指生意尚可，客人以熟客為主，加上首日運作人流比原有的街市少，相信與市民未熟悉臨時街市位置有關。有市民指臨時街市地方大和企理，但周邊配套如車位較為缺乏。市政署對街市首日（2022年3月29日）運作情況指出普遍滿意街市環境及設施，又稱專線巴士將視乎乘搭人次等數據評估效益再作調整安排。亦在外圍設置多個相關指示牌和專線巴士指南指引市民前往。
在臨時街市營運的第二天（2022年3月30日），有售賣海鮮類的攤販表示雖然人流不錯，但「旺丁不旺財」，有很多人到鄰近的水上街市採購後，只是順便行來臨時街市看看環境，加上不少熟客流失，生意比搬去臨時街市後下趺近半成，他希望可增加出入口，方便居民入內購物。同時在附近路口增設路牌，使更多人知悉臨時街市的位置。有肉販表示臨時街市有三分之二的人是參觀或各團體宣傳，但在街市買菜的人僅三分之一，生意較之前相比也只有三分之一，大部分是舊客光顧。臨時街市沒一般巴士到達，附近巴士站也更接近水上街市，加上水上街市也有停車場。部分攤販希望專線巴士能提前至上午8時起提供服務接載居民，帶動人流。有部分紅街市熟客表示專線巴士點對點直達，方便往返臨時街市，亦希望相關服務能夠維持，否則臨時街市距離太遠導致不會前往到場購物；環境方面比臨時沙梨頭街市時期乾淨闊落，環境得到優化。有居住周邊的人士指未來會選擇“兩邊走”包括到周邊的水上街市。隨後市政署表示專線巴士首日運作情況順暢，不少市民選擇使用專線巴士服務前往臨時街市，經評估和綜合多方面包括市民意見並與交通部門協商後，決定將專線巴士服務時間提前一小時營運，服務時間改為上午8時至中午12時、下午3時30分至6時30分由位於林茂塘街專線巴士總站開出，當局亦於臨時街市外圍設置了多個指示牌，指引市民前往。
2022年4月9日，臨時街市啟用後十數天，有魚檔攤販表示生意只有過去的兩、三成，街市相當淡靜，甚至有肉檔攤販表示街市幾乎整天“拍烏蠅”，有時也有檔主將賣剩的生鮮食品分給伙計。售賣冰鮮食品的攤販表示完全沒有生意。受訪的攤販希望市政署能夠在街市周邊增加醒目標示，以主題圖畫粉飾牆身，讓居民知道臨時街市位置所在；並改善周邊泊車位指示，增加私家車咪錶位等，研究將部分巴士路線途經並停靠街市。
2022年4月14日，臨時街市啟用近半個月，居民評價好壞參半，而攤販則表示生意只有過去兩、三成，民眾建澳聯盟則建議市政署有必要加大各項措施的優化力度，提高居民前往臨時街市的意慾，紓緩攤販經營困難。其中包括增設其他區域的專線巴士。現時專線巴士停靠點局限於高士德及美副將一帶，由於路況所限，亦只能使用小巴接載，對前往街市的市民並不方便，建議當局增覓可以讓大巴行駛的路線，方便行動不便的長者及使用拉車購物的居民出行。另外，因應居住筷子基近沙梨頭南街的居民過去亦有前往紅街市購物的習慣，而此區域路段亦方便大巴行駛，可考慮增設途經筷子基社屋、沙梨頭南街至鄰近臨時提督街市外的林茂／信譽巴士站，再由提督馬路返回的循環專線，為居民提供更多選擇。另建議市政署擴大宣傳，與巴士公司協商在途經附近巴士的顯眼位置張貼提示，讓更多居民知悉前往臨時街市的路線；並建議可向周邊大廈居民增加宣傳，讓附近居民了解臨時街市的營運情況。最後是加強協調改善經營環境，推出短期消費優惠或積分抽獎等，吸引居民消費。
2022年4月17日，臨時街市啟用近一個月，不少攤販怨附近已有沙梨頭街市，加上街市附近沒車位和巴士線路不清晰，導致人流大減，生意暴跌至不足以往紅街市的三成。攤販直言現時處在蝕本生意，雖然臨時街市增加環境比紅街市好，因為增加了冷氣設備，但臨時街市僅有電單車位，私家車在附近泊車非常困難，因此顧客都去水上街市較多。又謂現時生意不及以往的三分一，故入貨金額由以往的10,000元，降至現時的2,000元。即使之後有消費卡推出都不會太樂觀，認為只是會令「隔離」街市受惠。市民認為臨時街市位置較隱蔽，加上紅街市周圍亦有生果檔等，可以一次過買到需要的東西。
2022年9月下旬，傳新澳門協會理事長兼澳門立法會直選議員林宇滔收到攤販反映，紅街市整治工程未有任何施工，擔心工程未能按原訂計劃完工，擔販們發起集體簽名交由議員林宇滔代為轉交政府，督促當局監督承建商盡快動工，並要向攤販和社會定期交代工程進度，以及探討短期臨時方案改善人流及生意。雖然市政署增設專線巴士，但受疫情影響導致人流和生意額減少，熟客也嫌臨時街市交通不便而甚少前往，當區居民亦習慣到沙梨頭街市買餸，導致經營出現困難，設在原紅街市外圍的攤販亦表示，紅街市搬遷後買餸人流大減生意下跌。